# Morinje-Brücke
Die Morinje-Brücke ist eine Stahlbogenbrücke im Zuge der Staatsstraße D8 – Jadranska Magistrala, die südlich von Šibenik in der Gespanschaft Šibenik-Knin in Kroatien den Kanal zur Bucht von Morinje (Morinjski zaljev) überbrückt.
Die 276 m lange und 9,7 m breite Morinje-Brücke hat zwei Fahrspuren und beidseitig einen 1,0 m breiten Gehweg.
Ihr Segmentbogen hat eine Stützweite von 134 m und eine Pfeilhöhe von 18,4 m. Er besteht aus zwei rechteckigen stählernen Rippen mit einem Hohlquerschnitt, deren Bauhöhe von 2,0 m an den Widerlagern zunimmt auf 2,4 m im Bogenscheitel. Die im Abstand von 8 m angeordneten Rippen werden durch einen X-förmigen Windverband versteift. Der Bogen wird durch massive Betonpfeiler eingerahmt. Schlanke Stahlpfeiler stützen die beiden stählernen Längsträger über dem Bogen. Sie sind mit Querträgern versteift, die mit der 20 cm starken Fahrbahnplatte aus Beton eine Verbundkonstruktion bilden. In den äußeren Feldern wird der Fahrbahnträger durch Betonpfeiler gestützt.
Die von Josip Vukusa entworfene Brücke wurde 1964 dem Verkehr übergeben.
Ihre Durchfahrtshöhe wird mit 20,5 m angegeben.